# Internacia Esperanto-Ligo
L'Internacia Esperanto-Ligo fu per undici anni la più grande associazione esperantista mondiale a partire dal 18 settembre 1936, cioè da quando la sua fondazione provocò lo scisma del movimento esperantista che interessò la comunità esperantista durante tutta l'esistenza di questa associazione. Perse il primato nel 1947 quando si fuse con la Ĝeneva UEA.

## Storia

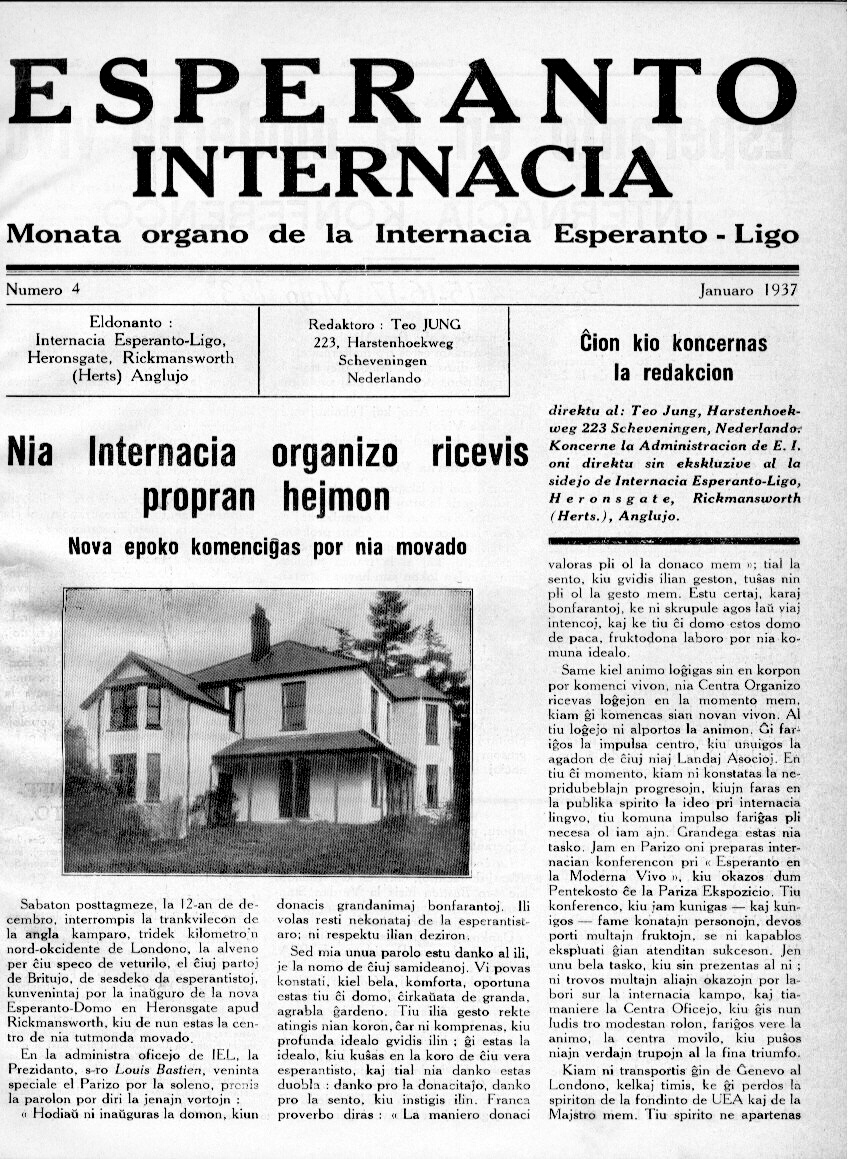
Esperanto Internacia, 1937

Viste le difficoltà che stava riscontrando l'Associazione Universale Esperanto e la contesa tra Eduard Stettler e Hans Jakob, Louis Bastien e la gran parte del direttivo dell'UEA lasciarono l'associazione e il 18 settembre 1936 fondarono l'Internacia Esperanto-Ligo con sede prima a Londra, poi a Heronsgate vicino a Londra. Molto presto tutti i membri e le consociazioni dell'UEA passarono a essa. Presso la Ĝeneva UEA restarono dapprima solo gli svizzeri, ma poi formalmente si unirono anche le associazioni della Spagna, inattive a causa della guerra civile che imperversava nel Paese, e altri 100 membri individuali. Per la prima volta si parlò di scisma del movimento esperantista. 
L'IEL divenne così la maggiore associazione esperantista internazionale di carattere neutrale. Il segretario durante tutta l'esistenza dell'IEL fu Cecil Charles Goldsmith, che per primo aveva proposto la creazione dell'associazione. Molti viderono nell'IEL il sostituto dell'Universala Federacio Esperantista, attiva dal 1932 al 1933. In più l'IEL aveva un suo giornale: l'Esperanto Internacia, che fu attivo fino al 1940 quando fu sostituito dal già esistente Heroldo de Esperanto.
Dopo la seconda guerra mondiale l'Internacia Esperanto-Ligo e la Ĝeneva UEA si fusero sotto il vecchio nome di Universala Esperanto-Asocio durante il primo Congresso Universale di Esperanto del dopoguerra tenutosi a Berna.